# والدورف آستوریا
والدورف آستوریا (انگلیسی: Waldorf Astoria) شرکت خدمات هتل‌داری آمریکایی است، که در سال ۲۰۰۶ توسط شرکت هیلتون ورلدواید تأسیس شد.